# In het land van de Mahdi
In het land van de Mahdi is een roman van Karl May uit 1896, oorspronkelijk uitgegeven in het Duits als "Im Lande des Mahdi II". Het is het achtste deel dat zich afspeelt in de Oriënt en dit keer geheel in Soedan, destijds een onderdeel van Egypte en daarmee van  het Turkse Rijk.

## Verhaal
Kara Ben Nemsi gaat in Soedan  in de regio Kordofan 60 dochters van de Fessarah-Arabieren thuisbrengen, nadat hij ze bevrijd heeft uit de slavenjachtboedel van Ibn Asl. De overige hoofdrolspelers zijn:
- Ibn Asl, de grootste en vermetelste slavenjager. Hij zal met de oudste zus van de rijke handelaar Moerad Nassyr gaan trouwen. Zijn vader is Abd Asl.
- Reis Effendina ofwel Achmed Abd el Insaf. Hij heeft een snel zeilschip De Valk en is met onbeperkte volmachten van de onderkoning van Egypte toegerust om de slavenhandel uit te roeien. Zijn lijfspreuk is: "Wee hem die wee doet".
- Ben Nil. Door Kara Ben Nemsi van een zekere dood gered en nu zijn trouwe dienaar.
- Fakir el Fakoera, ofwel Mohamed Achmed, ofwel DE Mahdi, Mohammed Ahmad ibn Abd Allah.

Nadat Kara Ben Nemsi de bevrijde vrouwen  heeft teruggebracht, wil hij naar Khartoem om zich te verenigen met Reis Effendina. Hij krijgt als gids Abdoellah mee, die erg gehecht is aan een eeuwenoud ‘’visioengeweer.’’ Onderweg weten ze een groep van 70 slavenjagers onder leiding van Abd Asl simpel gevangen te nemen. Ze maken kennis met de Mahdi, die toevallig langs komt en op de hand lijkt van de groep slavenjagers. De komst van de leeuw van El Teitel biedt nachtelijke angst maar met 2 gerichte schoten wordt het roofdier door Kara Ben Nemsi geveld, die dit keer de leeuwenhuid voor zichzelf houdt.
Kara Ben Nemsi besluit Ibn Asl op zijn schip de Hagedis  op te zoeken onder het mom van een slavenhandelaar. Hij wordt ontmaskerd door een stommiteit van de grootvader van Ben Nil maar weet toch een aanslag met olievaten op het schip van Reis Effendina te saboteren en daarna zelf te ontsnappen. Samen met Reis Effendina maakt Kara Ben Nemsi nieuwe plannen om Ibn Asl in handen te krijgen. In de slag bij Dsjebel Arasj Kol wordt Ibn Asl beslissend verslagen, maar zelf weet hij op zijn snelle kameel te ontkomen. Een gericht schot van Ben Nil ketst af op het tuig van zijn kameel. Verwacht wordt dat hij naar Fasjoda zal gaan, waar de bevelhebber van de arnauten op zijn hand is.
Tijdens de woestijnrechtszitting krijgt de fakir el fakoera 40 stokslagen en wordt Abd Asl voor de krokodillen geworpen. Reis Effendina stuurt Kara Ben Nemsi naar Fasjoda, waar hij de moedir Ali Effendi el Koerdi heeft vervangen door zijn gunsteling met de bijnaam Aboe Hamsah Miah. In Fasjoda neemt Kara Ben Nemsi op advies van de nieuwe moedir contact op met het hoofd der Arnauten Ibn Moelei. De moedir vertrouwt hem niet en dat klopt. Kara Ben Nemsi wordt gevangengenomen en uitgeleverd aan Moerad Nassyr, de zakenpartner van Ibn Asl, maar hij ontsnapt. 500 Stokslagen zijn het dodelijke loon voor het hoofd der arnauten. Ook de 5 leiders van de Takalehs, die eigen mensen tot slaaf hadden gemaakt, werden met 500 stokslagen de dood in gejaagd.
Na hereniging met Reis Effendina, gaat Kara Ben Nemsi op zoek naar een rivierfort van Ibn Asl, de seribah Aliab. Nadat hij samen met Ben Nil het fort heeft gevonden worden ze beiden overlopen door de kleine bezetting die onder bevel staat van Moerad Nassyr. Vrij snel worden de rollen omgedraaid en kan Reis Effendina het slavenfort in bezit nemen. Na heel veel goede woorden van Kara Ben Nemsi en een hilarisch thee-incident door de zuster van Moerad Nassyr, krijgt deze keer elke slavenhandelaar clementie. Na deze begenadiging wordt de vesting leeggeroofd en platgebrand. Vol goede moed gaat de Valk op jacht naar de grote slavenjager Ibn Asl.